# Nosara
Nosara es un distrito del cantón de Nicoya, en la provincia de Guanacaste, de Costa Rica.

## Historia
Toda la zona de Nosara ha estado poblada por varios pueblos originarios, entre ellos los chorotegas, tal como se evidencia en la gran cantidad de objetos de barro, piedra, cristal, jade y oro encontrados, especialmente en las colinas más elevadas, donde eran enterradas las personas de más alto rango en esa sociedad. Todas esas tumbas con estos objetos fueron saqueadas y la mayoría de esos tesoros hoy en día se encuentran en manos de coleccionistas privados. 
Primeras décadas de 1900; los primeros pobladores fueron colonizando la tierra con fines agropecuarios a través de la parte alta del canton de Nicoya: Quiriman, Belen de Nosarita, Zaragoza, la Ligia, los Ángeles de Garza, Garza y Bocas de nosara. Otro segmento de pobladores comenzó la colonización de tierras a través de Santa Cruz vía transporte en carreta. Estos primeros pobladores fueron censados acorde a los registros de las parroquia de Nicoya y Santa Cruz. Adicionalmente el otro medio de comunicación fue alrededor de las costas vía embarcaciones de vapor con servicios de correos y transporte de producción agrícola hacia el puerto de Puntarenas. 
Década 1950; si bien se creó la ley n.º 135 del  17/08/1928 carretera hasta Nosara durante todo este periodo el camino pasaba en mal estado debido al clima del lugar y solo era transitable en verano, de igual manera la migración de pobladores con fines agropecuarios continuo en mayor medida durante todo este periodo debido a facilidades en el transporte público y comunicación de los poblados. Posteriormente en las décadas de 1970 y 80 con la mejora de la carretera hasta playa Samara comenzó una mayor migración y visitacion con fines turísticos en la zona. 
Según el decreto n.º 108, del 27 de marzo de 1835, se reconocía al Pueblo de Nicoya como una de las divisiones administrativas del Departamento de Guanacaste, mientras que en el año 1848 se le reconoció como cantón, y a Nosara se le ha reconocido como Distrito según el acuerdo n.º 40 del 26 de enero de 1988, de creación y límites del distrito sexto.

## Geografía

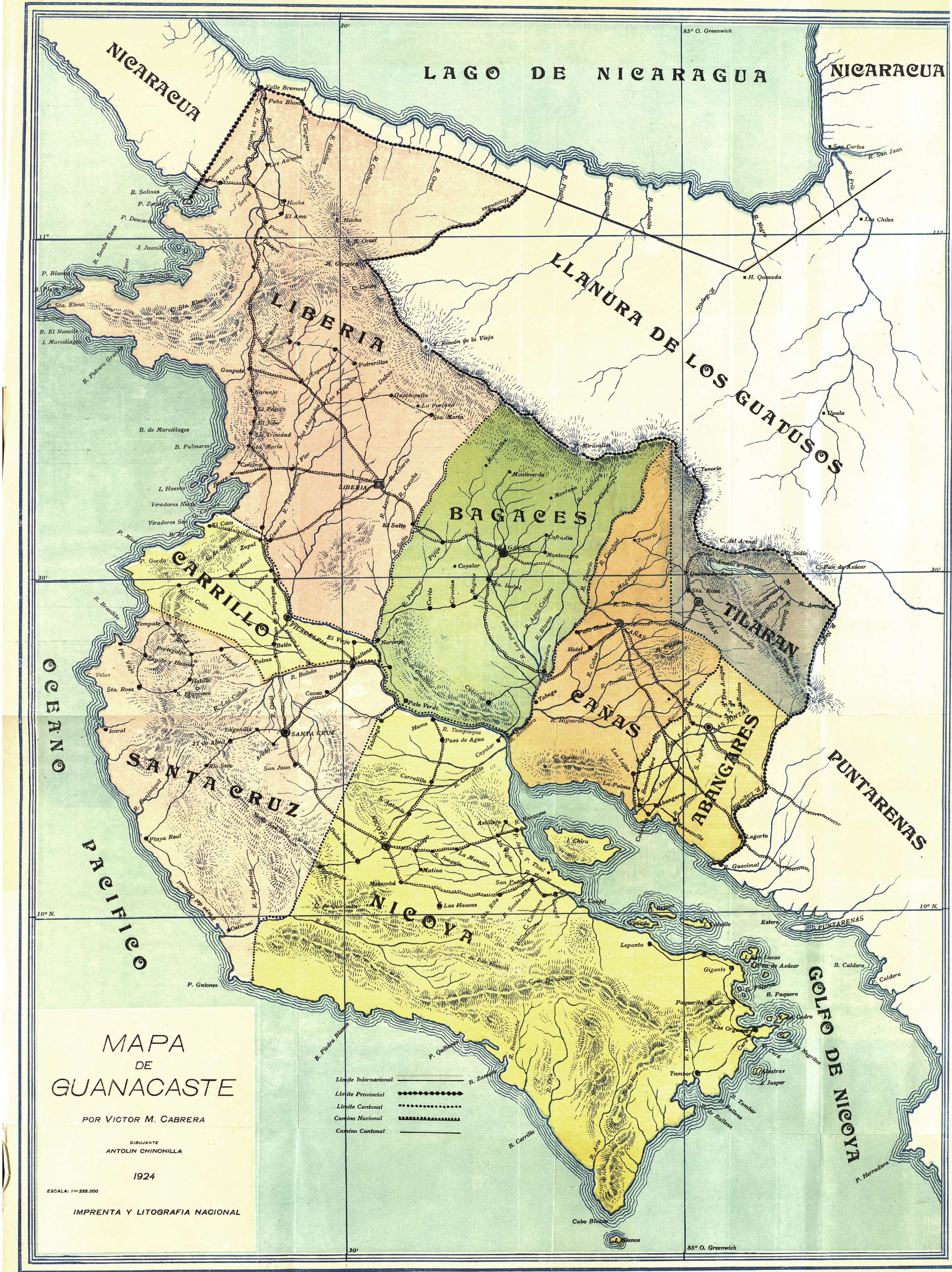
Ostional y Quiriman 1924

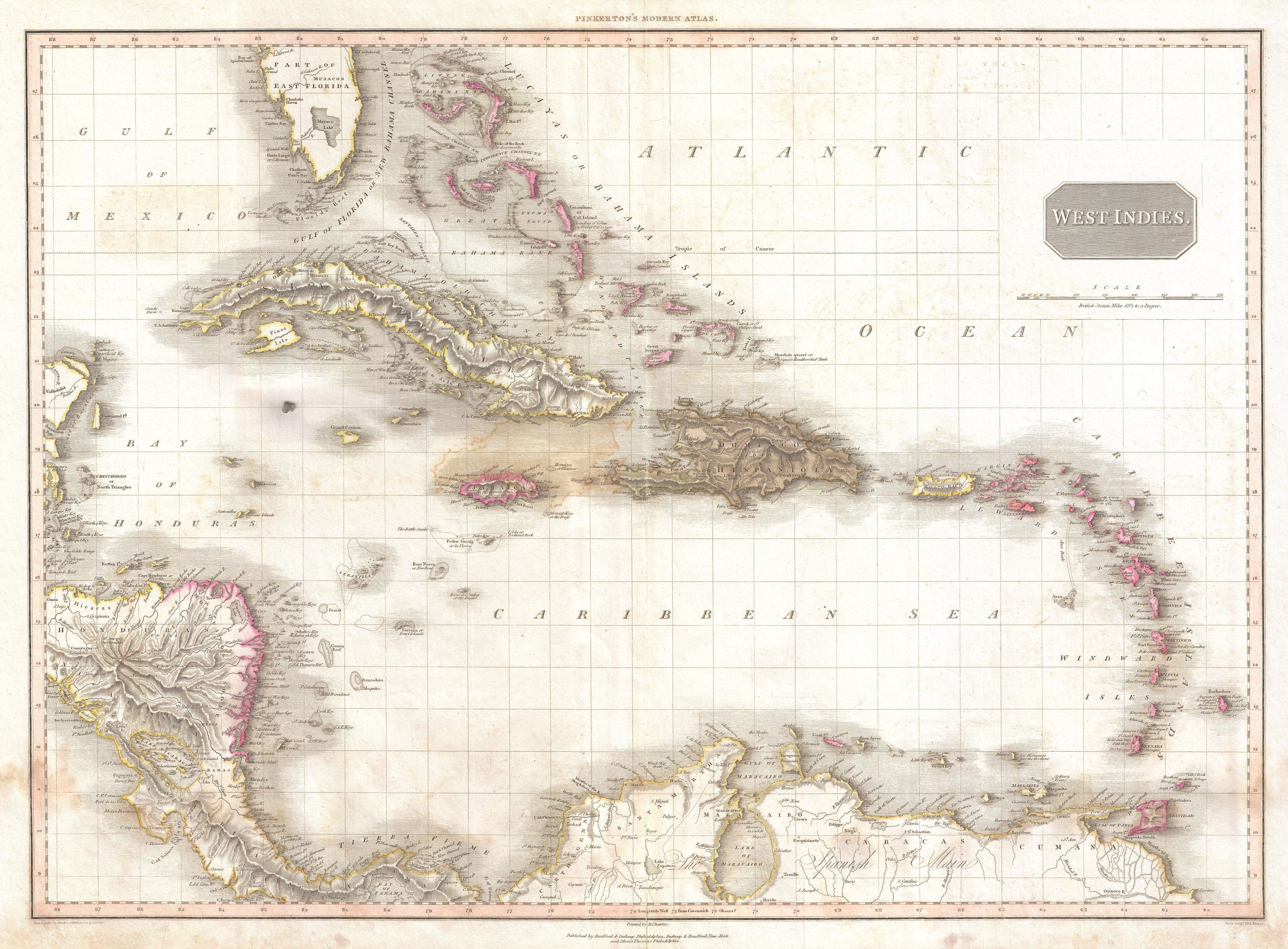
Punta o Cabo Guiones 1740 - 1818

Nosara cuenta con un área de 133,65 km² y una altitud media de 6 m s. n. m.
Es un valle irrigado por el río Nosara y rodeado por colinas que ofrecen vistas al valle y al océano Pacífico.

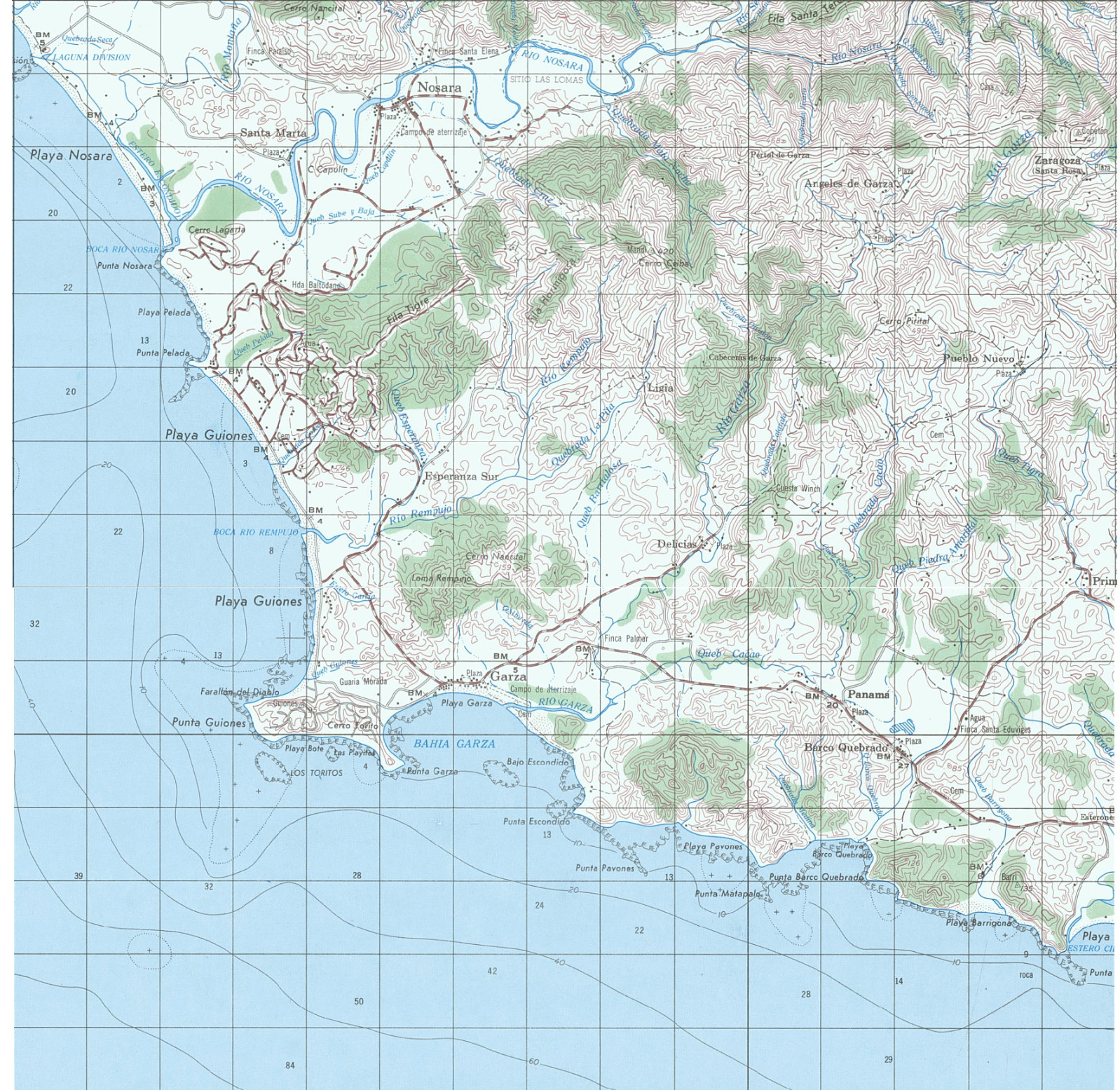
IGN Nosara 1980

### Playas
Las playas constituyen el gran atractivo de Nosara, especialmente para quienes buscan estar en contacto con la naturaleza en un ambiente sereno y rodeados de vida silvestre en abundancia.
Nosara cuenta con tres playas de gran belleza: Nosara, Guiones y Pelada, a siete kilómetros de la playa Ostional, que pertenece al cantón de Santa Cruz, donde casi mes a mes llegan a desovar miles de tortugas, especialmente la tortuga lora, Lepidochelys olivacea, de hábitos de anidación ampliamente conocidos y la tortuga de carey, Eretmochelys imbricata.
Destaca Playa Guiones como punto ideal para practicar surf y Playa Pelada por sus formaciones rocosas que cuando quedan al descubierto al bajar la marea permiten observar gran variedad de especies: caracoles, estrellas de mar, pulpos, peces multicolores, corales, erizos de mar y cangrejos, entre otras.

## Demografía
Para el año 2022, Nosara cuenta con una población estimada de 9412 habitantes, y para el último censo efectuado, en 2011, Nosara contaba con una población de 4912 habitantes.
Especialmente a partir del año 2005, la población se multiplicó debido especialmente al gran auge de la construcción, al gran incremento en el valor de la tierra y al aumento en el número de servicios disponibles.

## Localidades
- Cabecera: Bocas de Nosara
- Poblados: Ángeles de Garza, Bijagua, Cabeceras de Garza, Coyoles, Cuesta Winch, Delicias, Esperanza Sur, Flores, Garza, Guiones, Ligia, Nosara, Playa Nosara, Playa Pelada, Portal, Río Montaña, San Juan, Santa Marta, Santa Teresa.

### El pueblo y la zona turística
Se distinguen claramente entre dos zonas muy diferentes: Bocas de Nosara, el área conocida como el pueblo propiamente dicho, donde viven la mayoría de los habitantes y posee parte de los servicios con los que cuenta el lugar, como autobuses, aeropuerto (coordenadas 9º 58' 48.34" N - 85º 39' 02.03" W), correo, supermercados, tiendas, estación de policía, puesto de la Cruz Roja, Ebais (Puesto de Salud), Biblioteca pública, escuelas y colegio, y la zona americana o "El Proyecto Americano", como se le conoce a la zona donde vive la mayoría de los extranjeros, quienes están más cerca de las playas, donde están los hoteles y varios restaurantes, además de las dos únicas oficinas bancarias en la zona, el Banco de Costa Rica y el Banco Popular, así como la estación de policía turística, una clínica privada, oficinas de abogados, arquitectos e ingenieros, además de tiendas de ropa y abarrotes, varias academias de surf, una escuela de español y centros de práctica de yoga.

## Economía
Gran parte de la población de Nosara se dedica a servicios turísticos, desempeñando diferentes actividades en hoteles, restaurantes, academias de surf, oficinas turísticas, entre otros. La actividad de la construcción se vio afectada por la crisis económica estadounidense en los finales de la década del 2000; anteriormente la llegada de gran número de extranjeros, que compraron tierras y construyeron sus viviendas en el lugar, había cambiado completamente el ritmo de trabajo de la población, que en forma masiva abandonó las labores agrícolas para dedicarse en su casi totalidad al turismo y la construcción de proyectos residenciales privados.
Otras actividades todavía practicadas pero de menor relevancia son la pesca artesanal, la agricultura mecanizada de arroz y la ganadería.

## Ecología

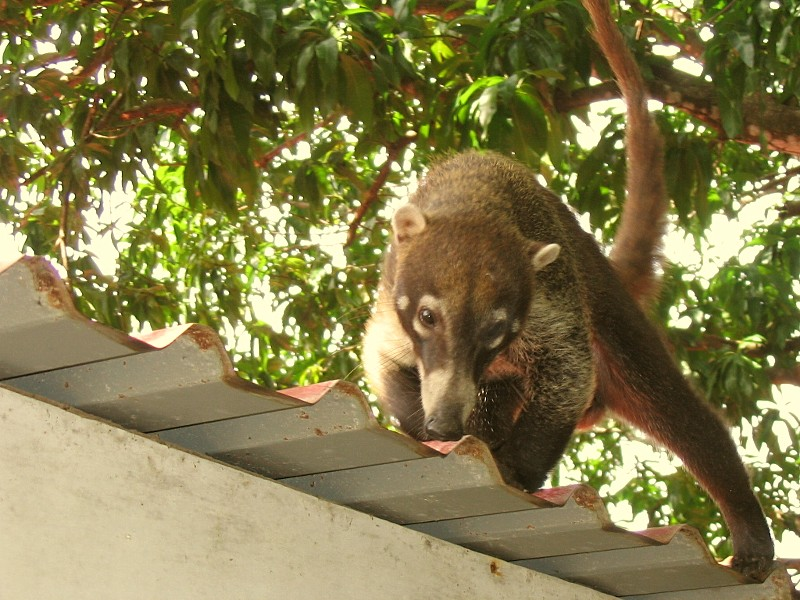
El pizote o también llamado Coatí.

### Fauna
La fauna de Nosara es muy variada. Como representantes de esa diversidad se pueden mencionar aves, mamíferos, reptiles, peces, insectos y anfibios.
Tanto locales como visitantes se familiarizan rápidamente con los monos aulladores, conocidos como monos congo, la iguana, el armadillo, el mapache , el pizote y la ardilla, por las grandes cantidades que se pueden observar, y también todavía con el tepezcuintle , el ocelotey la pantera. La garza, el pelícano y los lagartos son los mejores representantes del ambiente acuático del río y la costa de Nosara.

## Transporte

### Carreteras
Al distrito lo atraviesan las siguientes rutas nacionales de carretera:
- Ruta nacional 160

### Autobuses
A 257 kilómetros de San José hay servicio de autobuses desde allí que sale todos los días a las 5:30 a. m. y llega aproximadamente a las 11:30 a. m., y otro desde la ciudad de Nicoya hacia la capital.